# 내 딸 하자
《내 딸 하자》는 대한민국의 종합편성채널인 TV조선에서 금요일에 방송되었던 예능 프로그램이다.

## 기획 의도
그동안 넘치게 받은 사랑 돌려드려효(孝) ~ <미스트롯2> TOP7이 특별한 사연을 보낸 아버지 어머니에게 신박한 ‘노래효도’를 보내 드립니다!

## 방송 시간
| 방송 채널 | 방송 기간                        | 방송 시간                                   | 비고   |
| --------- | -------------------------------- | ------------------------------------------- | ------ |
| TV조선    | 2021년 4월 2일 ~ 2021년 8월 20일 | 매주 금요일 밤 10시 ~ 토요일 오전 12시 30분 | 본방송 |

## 출연진

### 고정 진행자
- 붐
- 장민호[1]
- 도경완[2]

### 미스트롯2 톱7
- 양지은 (1회 ~ 20회)
- 홍지윤 (1회 ~ 20회)
- 김다현 (1회 ~ 20회)
- 김태연 (1회 ~ 3회 / 6회 ~ 20회)[3]
- 김의영 (1회 ~ 20회)
- 별사랑 (1회 ~ 7회 / 9회 ~ 20회)[4]
- 은가은 (1회 ~ 20회)

### 미스 레인보우
- 강혜연 (1회 ~ 2회 / 4회 ~ 13회 / 17회 / 19회 ~ 20회)[5]
- 윤태화 (1회 ~ 4회 / 7회 / 9회 ~ 10회 / 11회)[6]
- 마리아 (1회 ~ 2회 / 4회 / 6회 ~ 9회 / 11회 ~ 13회 / 15회 ~ 16회)[7]
- 황우림 (3회 / 5회 ~ 9회 / 11회 / 14회 ~ 16회 / 18회 ~ 20회)[8]
- 허찬미 (5회)[9]

## 결방

### 2021년
- 8월 6일: 2020년 도쿄 올림픽 여자배구 준결승 응원차 결방

## 관련 음반
| 발매일     | 앨범 제목                 | 곡명, 팀명(아티스트) |
| ---------- | ------------------------- | --- |
| 2021.04.21 | 《내 딸 하자 Part.1》     | 1. <오늘이 젊은날>, 양지은,김다현 2. <엄지 척>, 양지은,홍지윤,김다현,김태연,김의영,별사랑,은가은,황우림,윤태화 3. <신 사랑고개>, 홍지윤 4. <짠짜라>, 황우림 5. <울엄마>, 김다현 6. <Let It Go>, 은가은 7. <빙글빙글>, 김의영 8. <고장난 벽시계>, 홍지윤 9. <사랑>, 김의영,별사랑 10. <가슴 아프게>, 김의영 11. <그대 없이는 못살아>, 별사랑 12. <뿐이고>, 양지은,김다현,김태연,별사랑,황우림 13. <효도합시다>, 양지은,홍지윤,김다현,김태연,김의영,별사랑,은가은,황우림,윤태화 14. <오늘이 젊은날 (MR)>, 양지은,김다현 15. <엄지 척 (MR)>, 양지은,홍지윤,김다현,김태연,김의영,별사랑,은가은,황우림,윤태화 16. <신 사랑고개 (MR)>, 홍지윤 17. <짠짜라 (MR)>, 황우림 18. <울엄마 (MR)>, 김다현 19. <Let It Go (MR)>, 은가은 20. <빙글빙글 (MR)>, 김의영 21. <고장난 벽시계 (MR)>, 홍지윤 22. <사랑 (MR)>, 김의영,별사랑 23. <가슴 아프게 (MR)>, 김의영 24. <그대 없이는 못살아 (MR)>, 별사랑 25. <뿐이고 (MR)>, 양지은,김다현,김태연,별사랑,황우림 26. <효도합시다 (MR)>, 양지은,홍지윤,김다현,김태연,김의영,별사랑,은가은,황우림,윤태화 |
| 2021.04.28 | 《내 딸 하자 Part.2》     | 1. <여여 (如如)>, 양지은 2. <최진사댁 셋째딸>, 김다현,윤태화 3. <당신이 원하신다면>, 김다현,강혜연 4. <최고다 당신>, 윤태화 5. <천생연분>, 김다현,은가은,강혜연,마리아,윤태화 6. <다함께 차차차>, 양지은,김다현,마리아 7. <얼쑤>, 홍지윤,은가은 8. <환희>, 은가은 9. <진정인가요>, 홍지윤,은가은 10. <안동역에서>, 김다현 11. <꽃>, 마리아 12. <동백아가씨>, 홍지윤 13. <분홍립스틱>, 은가은 14. <토요일 밤에>, 김의영,별사랑 15. <여여 (如如) (MR)>, 양지은 16. <최진사댁 셋째딸 (MR)>, 김다현,윤태화 17. <당신이 원하신다면 (MR)>, 김다현,강혜연 18. <최고다 당신 (MR)>, 윤태화 19. <천생연분 (MR)>, 김다현,은가은,강혜연,마리아,윤태화 20. <다함께 차차차 (MR)>, 양지은,김다현,마리아 21. <얼쑤 (MR)>, 홍지윤,은가은 22. <환희 (MR)>, 은가은 23. <진정인가요 (MR)>, 홍지윤,은가은 24. <안동역에서 (MR)>, 김다현 25. <꽃 (MR)>, 마리아 26. <동백아가씨 (MR)>, 홍지윤 27. <분홍립스틱 (MR)>, 은가은 28. <토요일 밤에 (MR)>, 김의영,별사랑 |
| 2021.05.05 | 《내 딸 하자 Part.3》     | 1. <블링블링>, 은가은 2. <청춘열차>, 홍지윤,김의영,별사랑,황우림 3. <바람아 멈추어다오>, 황우림 4. <아이 좋아라>, 양지은,별사랑 5. <18세 순이>, 양지은 6. <고맙소>, 양지은,별사랑 7. <마법소녀>, 강혜연,황우림,허찬미 8. <얄미운 사람>, 양지은,김의영 9. <짜라자짜>, 홍지윤,별사랑 10. <널 그리며>, 김다현,은가은 11. <열아홉 순정>, 양지은 12. <제비처럼>, 홍지윤,은가은 13. <개여울>, 은가은 14. <찔레꽃>, 김의영 15. <블링블링 (MR)>, 은가은 16. <청춘열차 (MR)>, 홍지윤,김의영,별사랑,황우림 17. <바람아 멈추어다오 (MR)>, 황우림 18. <아이 좋아라 (MR)>, 양지은,별사랑 19. <18세 순이 (MR)>, 양지은 20. <고맙소 (MR)>, 양지은,별사랑 21. <마법소녀 (MR)>, 강혜연,황우림,허찬미 22. <얄미운 사람 (MR)>, 양지은,김의영 23. <짜라자짜 (MR)>, 홍지윤,별사랑 24. <널 그리며 (MR)>, 김다현,은가은 25. <열아홉 순정 (MR)>, 양지은 26. <제비처럼 (MR)>, 홍지윤,은가은 27. <개여울 (MR)>, 은가은 28. <찔레꽃 (MR)>, 김의영 |
| 2021.05.12 | 《내 딸 하자 Part.4》     | 1. <너는 내남자>, 양지은,별사랑 2. <황홀한 고백>, 양지은,별사랑,강혜연,마리아 3. <돼지토끼>, 김다현,강혜연 4. <사랑의 배터리>, 김다현,강혜연 5. <화산(花山)>, 양지은,홍지윤 6. <연분>, 홍지윤 7. <흙에 살리라>, 김의영 8. <청춘을 돌려다오>, 별사랑,은가은,황우림 9. <서울 대전 대구 부산>, 양지은,은가은 10. <그대여 변치마오>, 양지은 11. <열정>, 은가은 12. <상사화>, 김태연 13. <정열의 꽃>, 은가은,황우림,마리아 14. <너나 좋아해, 나너 좋아해>, 홍지윤,김다현 15. <사랑해요>, 양지은,홍지윤,김다현,김태연,김의영,별사랑,은가은,강혜연 16. <너는 내남자 (MR)>, 양지은,별사랑 17. <황홀한 고백 (MR)>, 양지은,별사랑,강혜연,마리아 18. <돼지토끼 (MR)>, 김다현,강혜연 19. <사랑의 배터리 (MR)>, 김다현,강혜연 20. <화산(花山) (MR)>, 양지은,홍지윤 21. <연분 (MR)>, 홍지윤 22. <흙에 살리라 (MR)>, 김의영 23. <청춘을 돌려다오 (MR)>, 별사랑,은가은,황우림 24. <서울 대전 대구 부산 (MR)>, 양지은,은가은 25. <그대여 변치마오 (MR)>, 양지은 26. <열정 (MR)>, 은가은 27. <상사화 (MR)>, 김태연 28. <정열의 꽃 (MR)>, 은가은,황우림,마리아 29. <너나 좋아해, 나너 좋아해 (MR)>, 홍지윤,김다현 30. <사랑해요 (MR)>, 양지은,홍지윤,김다현,김태연,김의영,별사랑,은가은,강혜연 |
| 2021.05.19 | 《내 딸 하자 Part.5》     | 1. <일소일소 일노일노 (一笑一少 一怒一老)>, 홍지윤 2. <사랑의 트위스트>, 양지은,홍지윤,김다현,김태연,김의영 3. <사랑아>, 양지은,은가은,마리아 4. <스킨십이 더 좋아>, 마리아 5. <사랑 참>, 김태연 6. <꽃길>, 김다현 7. <한잔의 추억>, 양지은,별사랑,은가은 8. <파트너>, 김다현,김태연,별사랑 9. <섬마을 선생님 (장윤정 Ver.)>, 홍지윤,김의영 10. <젊음의 노트>, 은가은,윤태화 11. <당신의 의미>, 김의영,은가은,황우림 12. <쌈바의 여인>, 양지은,김의영,별사랑,윤태화 13. <일소일소 일노일노 (一笑一少 一怒一老) (MR)>, 홍지윤 14. <사랑의 트위스트 (MR)>, 양지은,홍지윤,김다현,김태연,김의영 15. <사랑아 (MR)>, 양지은,은가은,마리아 16. <스킨십이 더 좋아 (MR)>, 마리아 17. <사랑 참 (MR)>, 김태연 18. <꽃길 (MR)>, 김다현 19. <한잔의 추억 (MR)>, 양지은,별사랑,은가은 20. <파트너 (MR)>, 김다현,김태연,별사랑 21. <섬마을 선생님 (장윤정 Ver.) (MR)>, 홍지윤,김의영 22. <젊음의 노트 (MR)>, 은가은,윤태화 23. <당신의 의미 (MR)>, 김의영,은가은,황우림 24. <쌈바의 여인 (MR)>, 양지은,김의영,별사랑,윤태화 |
| 2021.05.26 | 《내 딸 하자 Part.6》     | 1. <곡예사의 첫사랑>, 김의영 2. <소나기>, 양지은 3. <나를 살게하는 사랑>, 홍지윤 4. <유일한 사람>, 양지은 5. <아내에게 바치는 노래>, 양지은,김태연 6. <영일만 친구>, 양지은,김의영,황우림 7. <살다가>, 김태연 8. <당신은 누구시길래>,홍지윤 9. <차표 한 장>, 김다현,강혜연,마리아 10. <내 나이가 어때서>, 김다현,김의영 11. <멋진인생>, 김다현 12. <오동잎>, 양지은 13. <男子의 人生 (남자의 인생)>, 별사랑 14. <당신이 최고야>, 양지은,홍지윤,김다현,김태연,김의영 15. <곡예사의 첫사랑 (MR)>, 김의영 16. <소나기 (MR)>, 양지은 17. <나를 살게하는 사랑 (MR)>, 홍지윤 18. <유일한 사람 (MR)>, 양지은 19. <아내에게 바치는 노래 (MR)>, 양지은,김태연 20. <영일만 친구 (MR)>, 양지은,김의영,황우림 21. <살다가 (MR)>, 김태연 22. <당신은 누구시길래 (MR)>,홍지윤 23. <차표 한 장 (MR)>, 김다현,강혜연,마리아 24. <내 나이가 어때서 (MR)>, 김다현,김의영 25. <멋진인생 (MR)>, 김다현 26. <오동잎 (MR)>, 양지은 27. <男子의 人生 (남자의 인생) (MR)>, 별사랑 28. <당신이 최고야 (MR)>, 양지은,홍지윤,김다현,김태연,김의영 |
| 2021.06.02 | 《내 딸 하자 Part.7》     | 1. <보약같은 친구>, 양지은,홍지윤,김다현,김태연,김의영 2. <시계바늘>, 홍지윤,김의영,황우림 3. <마포종점>, 홍지윤,마리아 4. <꽃피는 인생>, 양지은 5. <여기서>, 김의영,은가은 6. <일편단심>, 홍지윤 7. <올래>, 김다현,은가은,강혜연 8. <참아주세요>, 마리아 9. <따르릉>, 김의영,황우림 10. <사랑의 재개발>, 양지은,윤태화 11. <1.2.3.4>, 양지은,김다현 12. <좋은 당신>, 양지은 13. <청포도 사랑>, 김다현 14. <철없던 사랑>, 은가은,강혜연,황우림 15. <봉선화 연정>, 홍지윤 16. <봄날은 간다>, 양지은 17. <보약같은 친구 (MR)>, 양지은,홍지윤,김다현,김태연,김의영 18. <시계바늘 (MR)>, 홍지윤,김의영,황우림 19. <마포종점 (MR)>, 홍지윤,마리아 20. <꽃피는 인생 (MR)>, 양지은 21. <여기서 (MR)>, 김의영,은가은 22. <일편단심 (MR)>, 홍지윤 23. <올래 (MR)>, 김다현,은가은,강혜연 24. <참아주세요 (MR)>, 마리아 25. <따르릉 (MR)>, 김의영,황우림 26. <사랑의 재개발 (MR)>, 양지은,윤태화 27. <1.2.3.4 (MR)>, 양지은,김다현 28. <좋은 당신 (MR)>, 양지은 29. <청포도 사랑 (MR)>, 김다현 30. <철없던 사랑 (MR)>, 은가은,강혜연,황우림 31. <봉선화 연정 (MR)>, 홍지윤 32. <봄날은 간다 (MR)>, 양지은                                                                              |
| 2021.06.09 | 《내 딸 하자 Part.8》     | 1. <사랑의 초인종>, 양지은,홍지윤,김의영,별사랑,은가은 2. <잃어버린 정>, 홍지윤 3. <나무꾼>, 김다현 4. <천태만상>, 김의영,강혜연 5. <노랫가락 차차차>, 양지은 6. <당신이 좋아>, 김태연,별사랑 7. <잠깐만>, 홍지윤,김의영 8. <감수광>, 양지은 9. <타타타>, 김태연 10. <벗꽃길>, 별사랑,강혜연 11. <님과 함께>, 김다현,윤태화 12. <7번 국도>, 홍지윤 13. <만리포 사랑>, 김다현 14. <사랑의 초인종 (MR)>, 양지은,홍지윤,김의영,별사랑,은가은 15. <잃어버린 정 (MR)>, 홍지윤 16. <나무꾼 (MR)>, 김다현 17. <천태만상 (MR)>, 김의영,강혜연 18. <노랫가락 차차차 (MR)>, 양지은 19. <당신이 좋아 (MR)>, 김태연,별사랑 20. <잠깐만 (MR)>, 홍지윤,김의영 21. <감수광 (MR)>, 양지은 22. <타타타 (MR)>, 김태연 23. <벗꽃길 (MR)>, 별사랑,강혜연 24. <님과 함께 (MR)>, 김다현,윤태화 25. <7번 국도 (MR)>, 홍지윤 26. <만리포 사랑 (MR)>, 김다현 |
| 2021.06.16 | 《내 딸 하자 Part.9》     | 1. <영암 아리랑>, 김다현 2. <콩깍지>, 홍지윤 3. <갈색추억>, 김태연 4. <빗물>, 은가은 5. <첫차>, 김다현,별사랑 6. <카스바의 여인>, 양지은 7. <무시로>, 김의영 8. <엄마의 노래>, 김태연 9. <해뜰 날>, 양지은 10. <후반전>, 별사랑 11. <수리수리술술>, 양지은,홍지윤 12. <딱! 풀>, 김다현,김태연 13. <영암 아리랑 (MR)>, 김다현 14. <콩깍지 (MR)>, 홍지윤 15. <갈색추억 (MR)>, 김태연 16. <빗물 (MR)>, 은가은 17. <첫차 (MR)>, 김다현,별사랑 18. <카스바의 여인 (MR)>, 양지은 19. <무시로 (MR)>, 김의영 20. <엄마의 노래 (MR)>, 김태연 21. <해뜰 날 (MR)>, 양지은 22. <후반전 (MR)>, 별사랑 23. <수리수리술술 (MR)>, 양지은,홍지윤 24. <딱! 풀 (MR)>, 김다현,김태연 |
| 2021.06.23 | 《내 딸 하자 Part.10》    | 1. <럭키서울>, 양지은 & 홍지윤 & 김다현 & 김태연 & 김의영 2. <나포리 맘보 (조명섭 Ver.)>, 양지은 3. <나성에 가면>, 김의영 & 마리아 4. <베사메무쵸>, 별사랑 5. <샹하이 로맨스 (上海之戀)>, 홍지윤 & 은가은 & 강혜연 6. <제3한강교>, 김태연 7. <잠깐>, 양지은 8. <빈손>, 양지은 9. <사랑의 거리>, 홍지윤 10. <홍콩아가씨>, 홍지윤 11. <목포의 눈물>, 김의영 12. <바다새>, 김의영 & 별사랑 13. <남행열차>, 양지은 & 김태연 & 강혜연 14. <신토불이>, 양지은 & 마리아 15. <연인의 길>, 김태연 16. <럭키서울 (MR)>, 양지은 & 홍지윤 & 김다현 & 김태연 & 김의영 17. <나포리 맘보 (조명섭 Ver.) (MR)>, 양지은 18. <나성에 가면 (MR)>, 김의영 & 마리아 19. <베사메무쵸 (MR)>, 별사랑 20. <샹하이 로맨스 (上海之戀) (MR)>, 홍지윤 & 은가은 & 강혜연 21. <제3한강교 (MR)>, 김태연 22. <잠깐 (MR)>, 양지은 23. <빈손 (MR)>, 양지은 24. <사랑의 거리 (MR)>, 홍지윤 25. <홍콩아가씨 (MR)>, 홍지윤 26. <목포의 눈물 (MR)>, 김의영 27. <바다새 (MR)>, 김의영 & 별사랑 28. <남행열차 (MR)>, 양지은 & 김태연 & 강혜연 29. <신토불이 (MR)>, 양지은 & 마리아 30. <연인의 길 (MR)>, 김태연 |
| 2021.06.30 | 《내 딸 하자 Part.11》    | 1. <아모레미오>, 양지은 & 홍지윤 & 김의영 & 별사랑 & 은가은 & 마리아 2. <땡벌>, 김다현 & 김태연 3. <조약돌 사랑>, 김의영 4. <돌이키지마>, 양지은 & 별사랑 5. <화끈하게 신나게>, 홍지윤 & 은가은 6. <고추>, 홍지윤 7. <사랑할 나이>, 김의영 8. <아! 사루비아>, 김태연 & 은가은 & 마리아 9. <유쾌 상쾌 통쾌>, 김다현 10. <고목나무>, 홍지윤 11. <아모레미오 (MR)>, 양지은 & 홍지윤 & 김의영 & 별사랑 & 은가은 & 마리아 12. <땡벌 (MR)>, 김다현 & 김태연 13. <조약돌 사랑 (MR)>, 김의영 14. <돌이키지마 (MR)>, 양지은 & 별사랑 15. <화끈하게 신나게 (MR)>, 홍지윤 & 은가은 16. <고추 (MR)>, 홍지윤 17. <사랑할 나이 (MR)>, 김의영 18. <아! 사루비아 (MR)>, 김태연 & 은가은 & 마리아 19. <유쾌 상쾌 통쾌 (MR)>, 김다현 20. <고목나무 (MR)>, 홍지윤 |
| 2021.07.07 | 《내 딸 하자 Part.12》    | 1. <불티>, 양지은 & 홍지윤 & 김의영 & 은가은 & 황우림 2. <해변으로 가요>, 김태연 3. <제주도의 푸른 밤>, 홍지윤 4. <바다에 누워>, 별사랑 & 은가은 5. <울릉도 트위스트>, 양지은 & 김의영 & 황우림 6. <Festival (인생은 아름다워)>, 김다현 7. <어머나!>, 양지은 & 홍지윤 8. <내장산>, 양지은 9. <닐리리 만만세>, 김의영 & 별사랑 10. <시치미>, 양지은 11. <어쩔사 (어쩔수 없는 사랑)>, 김다현 12. <돌고 돌아가는 길>, 양지은 & 홍지윤 & 김다현 13. <꽃바람 여인>, 양지은 14. <그대를 불러봅니다>, 홍지윤 15. <약손>, 김다현 16. <불티 (MR)>, 양지은 & 홍지윤 & 김의영 & 은가은 & 황우림 17. <해변으로 가요 (MR)>, 김태연 18. <제주도의 푸른 밤 (MR)>, 홍지윤 19. <바다에 누워 (MR)>, 별사랑 & 은가은 20. <울릉도 트위스트 (MR)>, 양지은 & 김의영 & 황우림 21. <Festival (인생은 아름다워) (MR)>, 김다현 22. <어머나! (MR)>, 양지은 & 홍지윤 23. <내장산 (MR)>, 양지은 24. <닐리리 만만세 (MR)>, 김의영 & 별사랑 25. <시치미 (MR)>, 양지은 26. <어쩔사 (어쩔수 없는 사랑) (MR)>, 김다현 27. <돌고 돌아가는 길 (MR)>, 양지은 & 홍지윤 & 김다현 28. <꽃바람 여인 (MR)>, 양지은 29. <그대를 불러봅니다 (MR)>, 홍지윤 30. <약손 (MR)>, 김다현                                       |
| 2021.07.14 | 《내 딸 하자 Part.13》    | 1. <주라주라>, 홍지윤 & 은가은 & 마리아 2. <열두줄>, 김태연 3. <자갈치 아지매>, 양지은 & 은가은 4. <부산 갈매기>, 양지은 & 은가은 5. <영원한 친구>, 별사랑 & 황우림 6. <춤추는 탬버린>, 김다현 & 김태연 7. <대찬인생>, 양지은 & 은가은 8. <모르고>, 김의영 9. <좋아 좋아>, 김다현 10. <보라빛 향기>, 홍지윤 11. <맨발의 청춘>, 김다현 & 은가은 12. <빈지게>, 별사랑 13. <영>, 양지은 14. <연인이여>, 별사랑 15. <주라주라 (MR)>, 홍지윤 & 은가은 & 마리아 16. <열두줄 (MR)>, 김태연 17. <자갈치 아지매 (MR)>, 양지은 & 은가은 18. <부산 갈매기 (MR)>, 양지은 & 은가은 19. <영원한 친구 (MR)>, 별사랑 & 황우림 20. <춤추는 탬버린 (MR)>, 김다현 & 김태연 21. <대찬인생 (MR)>, 양지은 & 은가은 22. <모르고 (MR)>, 김의영 23. <좋아 좋아 (MR)>, 김다현 24. <보라빛 향기 (MR)>, 홍지윤 25. <맨발의 청춘 (MR)>, 김다현 & 은가은 26. <빈지게 (MR)>, 별사랑 27. <영 (MR)>, 양지은 28. <연인이여 (MR)>, 별사랑 |
| 2021.07.21 | 《내 딸 하자 Part.14》    | 1. <아름다운 나라>, 김다현 & 김태연 2. <꿈속의 사랑>, 김의영 3. <새벽비>, 홍지윤 4. <홀로된 사랑>, 양지은 & 김의영 & 황우림 5. <잃어버린 우산>, 은가은 6. <난 사랑을 아직 몰라>, 김다현 7. <그때 그 사람>, 김태연 8. <정말로>, 양지은 & 황우림 9. <내사랑 그대여>, 양지은 10. <멍에>, 은가은 11. <아름다운 나라 (MR)>, 김다현 & 김태연 12. <꿈속의 사랑 (MR)>, 김의영 13. <새벽비 (MR)>, 홍지윤 14. <홀로된 사랑 (MR)>, 양지은 & 김의영 & 황우림 15. <잃어버린 우산 (MR)>, 은가은 16. <난 사랑을 아직 몰라 (MR)>, 김다현 17. <그때 그 사람 (MR)>, 김태연 18. <정말로 (MR)>, 양지은 & 황우림 19. <내사랑 그대여 (MR)>, 양지은 20. <멍에 (MR)>, 은가은 |
| 2021.07.28 | 《내 딸 하자 Part.15》    | 1. <묻지마세요>, 양지은 2. <이차선 다리>, 홍지윤 & 강혜연 3. <이별>, 별사랑 4. <마음 약해서>, 김의영 & 은가은 5. <살다보면>, 김다현 6. <흥부자>, 홍지윤 7. <흥보가 기가막혀>, 홍지윤 & 김태연 8. <여인의 눈물>, 김다현 9. <내 인생에 박수>, 김의영 10. <당신>, 김태연 11. <묻지마세요 (MR)>, 양지은 12. <이차선 다리 (MR)>, 홍지윤 & 강혜연 13. <이별 (MR)>, 별사랑 14. <마음 약해서 (MR)>, 김의영 & 은가은 15. <살다보면 (MR)>, 김다현 16. <흥부자 (MR)>, 홍지윤 17. <흥보가 기가막혀 (MR)>, 홍지윤 & 김태연 18. <여인의 눈물 (MR)>, 김다현 19. <내 인생에 박수 (MR)>, 김의영 20. <당신 (MR)>, 김태연 |
| 2021.08.04 | 《내 딸 하자 Part.16》    | 1. <회룡포>, 김태연 2. <대전 블루스>, 김다현 3. <빙빙빙>, 별사랑 4. <바람길>, 우림 5. <안돼요 안돼>, 김의영 6. <사모곡>, 은가은 7. <훨훨훨>, 홍지윤 8. <배 띄어라>, 양지은 9. <천년화 (천년꽃)>, 양지은 & 강혜연 10. <회룡포 (MR)>, 김태연 11. <대전 블루스 (MR)>, 김다현 12. <빙빙빙 (MR)>, 별사랑 13. <바람길 (MR)>, 우림 14. <안돼요 안돼 (MR)>, 김의영 15. <사모곡 (MR)>, 은가은 16. <훨훨훨 (MR)>, 홍지윤 17. <배 띄어라 (MR)>, 양지은 18. <천년화 (천년꽃) (MR)>, 양지은 & 강혜연 |
| 2021.08.18 | 《내 딸 하자 Part.17》    | 1. <때>, 양지은 2. <사모곡>, 홍지윤 3. <가요 가세요>, 김의영 & 강혜연 4. <동전인생>, 김태연 5. <개나리 처녀>, 김다현 6. <잃어버린 30년>, 김의영 7. <잡초>, 강혜연 8. <나에게 애인이 있다면>, 별사랑 & 은가은 9. <청춘의 꿈>, 양지은 10. <바다가 육지라면>, 홍지윤 11. <사모>, 김의영 12. <때 (MR)>, 양지은 13. <사모곡 (MR)>, 홍지윤 14. <가요 가세요 (MR)>, 김의영 & 강혜연 15. <동전인생 (MR)>, 김태연 16. <개나리 처녀 (MR)>, 김다현 17. <잃어버린 30년 (MR)>, 김의영 18. <잡초 (MR)>, 강혜연 19. <나에게 애인이 있다면 (MR)>, 별사랑 & 은가은 20. <청춘의 꿈 (MR)>, 양지은 21. <바다가 육지라면 (MR)>, 홍지윤 22. <사모 (MR)>, 김의영 |
| 2021.09.11 | 《내 딸 하자 땡큐콘서트》 | 1. <환희>, 양지은 & 홍지윤 & 김다현 김태연 & 김의영 & 별사랑 & 은가은 & 강혜연 & 황우림 2. <추억속으로>, 홍지윤 & 김다현 & 은가은 & 황우림 3. <추억의 발라드>, 홍지윤 & 은가은 4. <노래하며 춤추며>, 양지은 & 김태연 & 강혜연 5. <모정>, 김의영 6. <왜 돌아보오>, 김태연 7. <미스고>, 강혜연 8. <십오야>, 김다현 9. <날개>, 양지은 10. <공짜>, 별사랑 11. <환희 (MR)>, 양지은 & 홍지윤 & 김다현 김태연 & 김의영 & 별사랑 & 은가은 & 강혜연 & 황우림 12. <추억속으로 (MR)>, 홍지윤 & 김다현 & 은가은 & 황우림 13. <추억의 발라드 (MR)>, 홍지윤 & 은가은 14. <노래하며 춤추며 (MR)>, 양지은 & 김태연 & 강혜연 15. <모정 (MR)>, 김의영 16. <왜 돌아보오 (MR)>, 김태연 17. <미스고 (MR)>, 강혜연 18. <십오야 (MR)>, 김다현 19. <날개 (MR)>, 양지은 20. <공짜 (MR)>, 별사랑 |